# Xã Gamble, Quận Lycoming, Pennsylvania
Xã Gamble (tiếng Anh: Gamble Township) là một xã thuộc quận Lycoming, tiểu bang Pennsylvania, Hoa Kỳ. Năm 2010, dân số của xã này là 756 người.